# Арапов, Илья Фёдорович
Илья Фёдорович Ара́пов (1738—1774) — крестьянин Оренбургской губернии, участник Пугачёвского восстания, атаман отряда, взявшего ряд крепостей Самарской военной линии и Самару.
Крепостной крестьянин Илья сын Фёдоров, получивший фамилию от одного из своих хозяев — оренбургского помещика Арапова, перед восстанием находился в бегах. При появлении армии Пугачёва в Бердской слободе в октябре 1773 года, Арапов присоединился к восставшим, благодаря своей энергии и крестьянской хватке приглянулся Пугачёву. Как хорошо знавший местные края, был отправлен на Самарскую дистанцию для организации снабжения повстанческой армии продуктами и фуражом. Не ограничившись данным поручением, Арапов вместе с организованным им крестьянским отрядом взял Бузулукскую крепость, Красносамарскую крепость, Алексеевскую крепость и 25 декабря 1773 (5 января 1774) года без боя овладел Самарой.
29 декабря 1773 г. подошедшая к Самаре лёгкая полевая команда премьер-майора К. И. Муфеля после ожесточенного боя нанесла поражение отряду Арапова и вынудило его оставить город. Отряд Арапова не отдал без боя ни одну из прежде взятых крепостей, хотя и терпел поражения от правительственных войск у Алексеевска 7 января 1774 года, у Бузулукской крепости 14 февраля, под Сорочинской крепостью 6 марта. Сохранив и пополнив свой отряд, Арапов привел его 20 марта в Татищеву крепость, где армия Пугачёва, сняв осаду с Оренбурга, готовилась дать генеральное сражение соединенным корпусам генералов П. М. Голицына, П. Д. Мансурова и Ф. Ю. Фреймана. В этом сражении 22 марта Арапов был убит, как и многие пугачевцы.